# 476
476 (CDLXXVI) var ett Skottår som började en torsdag i den Julianska kalendern.

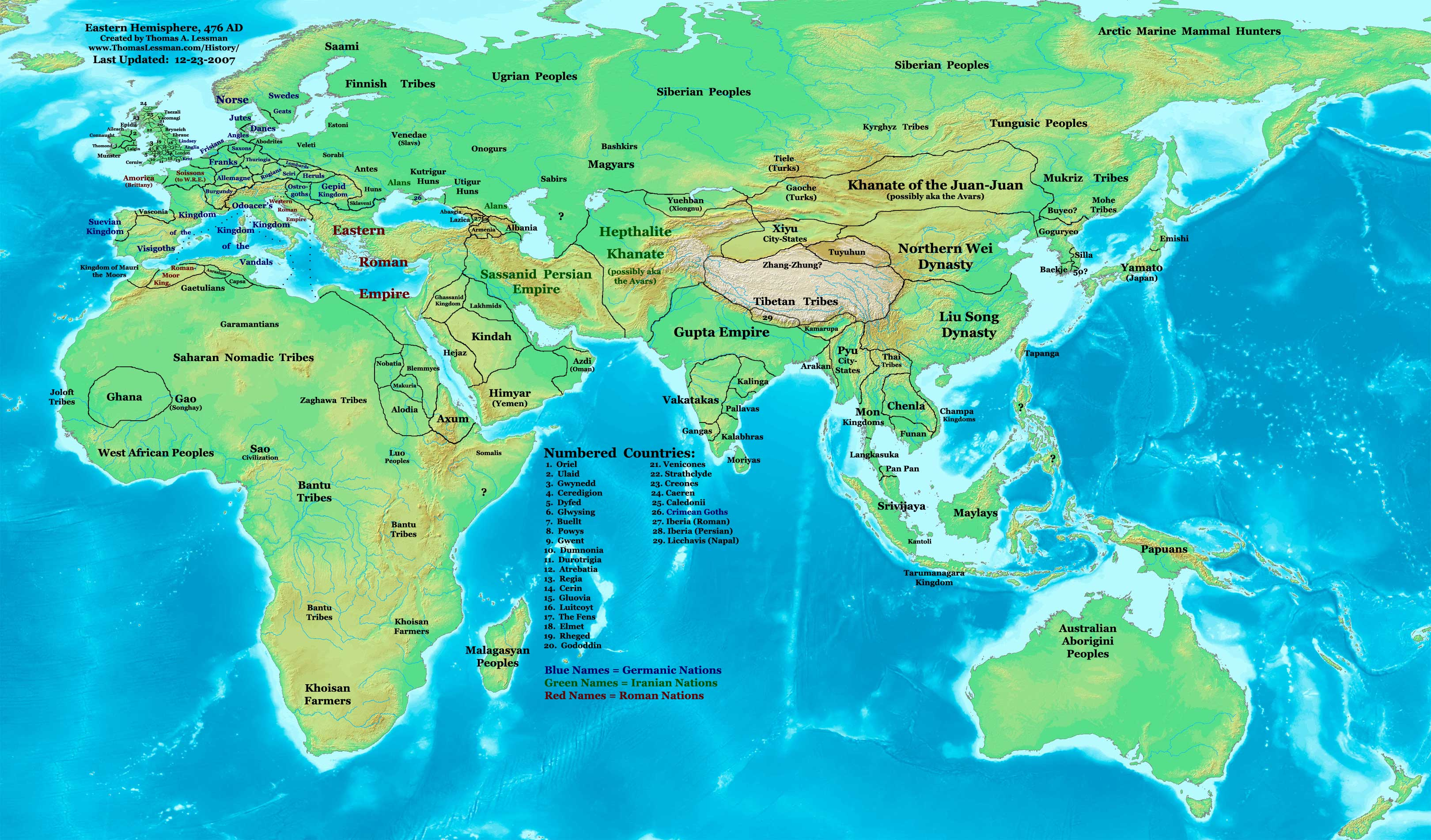
Gamla världen år 476.

## Händelser

### Augusti
- Augusti – Usurpatorn Basiliskos avsätts och Zeno Isauriern återinsätts som östromersk kejsare.

### September
- 4 september – Den siste romerske kejsaren Romulus Augustulus avsätts av Odovakar, vilket markerar det definitiva slutet för det västromerska riket, som därmed formellt upplöses[1], 1228 år efter det romerska rikets grundläggning 753 f.Kr.. Länge sågs också denna händelse som slutpunkten för antiken och början på medeltiden.

### Okänt datum
- De germanska truppernas resning under Odovakar omstörtar det västromerska riket.
- Odovakar blir kung av Italien och utnämns till patricier av den östromerske kejsaren.
- Leges Euriciæ (kung Euriks lagar), den första germanska (visigotiska) uppteckningen av rättssedvänjor, publiceras.
- Petrus Fullo återinsätts som patriark av Antiochia.

## Födda
- Aryabhata, indisk matematiker och astronom.

## Avlidna
- 28 augusti – Orestes, romersk politiker (avrättad).

### Fotnoter
1. ↑  Det hände i dag - 4 september